# Jeannie Mai
Jeannie Camtu Mai Jenkins, née le 4 janvier 1979 à San José, est un mannequin, présentatrice de télévision et maquilleuse américaine. Elle est reconnue par les médias comme une « fashion expert » (« experte de la mode »).

## Biographie
Jeannie Mai est née de parents vietnamien et chinois et a grandi à San José en Californie.
À 18 ans, après des études en communication à la Miliptas High School, Jeannie Mai devient maquilleuse pour la société Make-up Art Cosmetics, faisant son chemin de visage en visage, jusqu'à parcourir finalement le monde pour maquiller le visage de célébrités telles que Christina Aguilera, Alicia Keys et Rosario Dawson. 
Elle devient visagiste de célébrités pour MTV TRL, KCL Los Angeles et Good Morning Sacramento.
En 2003, Jeannie fait son premier prime time sur NBC, où elle est animatrice de plusieurs émissions américaines. Sa présence est remarquée sur les émissions Tips Today sur NBC, The Daily 10 sur E!, et surtout sur How Do I Look sur la chaîne Style Network, durant laquelle elle donne des conseils et affirme pouvoir changer l'aspect des participants en trois jours grâce à de petits changements faisant de grosses différences,. Sa spécialité consiste à expliquer comment s'habiller correctement, elle est sollicitée à ce titre pour commenter les tenues des stars lors d’évènements publics[réf. nécessaire].
Depuis 2008, elle présente l'élection de Miss America.
En 2011, elle présente l'élection de Miss Univers 2011 à São Paulo au Brésil. Elle participe également à divers titres de presse américaine comme OK! Magazine USA, Glamour, Teen Vogue, Elle édition américaine, Allure…
Depuis le 15 juillet 2013, elle est l'une des présentatrices de l'émission The Real, un talk show coanimé avec Tamera Mowry, Adrienne Bailon, Tamar Braxton et Lonie Love.

### Vie privée
Le 11 août 2007, Jeannie épouse l'entrepreneur américain Frederick Scott "Freddy" Harteis (né le 12 mai 1976) - son compagnon depuis 2004. Le 20 octobre 2017, ils annoncent être en procédure de divorce, après plus de dix ans de mariage citant des « différends insurmontables », à la suite de leur désaccord sur l'idée de fonder une famille. Selon de nombreuses rumeurs, ainsi que plusieurs sous-entendus de Jeannie dans le talk-show The Real, Freddy l'aurait trompé, puis fait un enfant dans son dos avec sa maîtresse. Leur divorce a été prononcé en décembre 2018. 
En novembre 2018, elle devient la compagne du rappeur américain Young Jeezy. Ils annoncent leurs fiançailles le 6 avril 2020, puis se marient le 27 mars 2021 lors d'une cérémonie intime dans leur résidence à Atlanta. À la suite de leur mariage, Jeannie est la belle-mère des trois enfants de son époux : Shyheim (né en 1995), Jadarius (né en juillet 1996) et Amra Nor (née en février 2014). Le couple a une fille, prénommée Monaco Mai Jenkins, née le 11 janvier 2022,. Le 15 septembre 2023, Jeezy demande le divorce.